# Robert Fontené
Robert Fontené, né dans le 18e arrondissement de Paris le 6 janvier 1892 et mort le 6 juin 1980 à Ballainvilliers, est un peintre, graveur et illustrateur français de l'École de Paris.

## Biographie
Robert Fontené fut de 1910 à 1914 élève d'architecture à l'école des beaux-arts de Paris, puis, après la Première Guerre mondiale, dans diverses académies libres de Montparnasse, notamment à l'Académie de la Grande Chaumière où notamment Paul Cézanne et Vincent van Gogh le passionnent. Ses plus anciennes expositions connues commencent en 1921, avec des envois de tableaux encore figuratifs (notamment sur le thème du cirque) au Salon des indépendants, au Salon des Tuileries et au Salon d'automne. Dans ses entretiens avec Jean Grenier pourtant, Robert Fontené évoque sa découverte de Pablo Picasso comme plus déterminante encore, celle-ci le persuadant d'aller plus loin que le cubisme en explorant les voies de la peinture abstraite.
Sa grande rencontre est, en 1945, celle d'Auguste Herbin avec qui il travaille pendant un an « par discipline » dira-t-il. Auguste Herbin le parraine au Salon des réalités nouvelles auquel il expose régulièrement de 1946, époque où sa peinture est encore proche du néo-constructivisme d'Herbin, à 1980, où sa propre écriture est affirmée, Jean-Pierre Delarge y voyant une transposition dans la peinture abstraite du clair-obscur que Fontené avait déjà travaillé dans sa jeunesse figurative.
Robert Fontené devient le président du Salon des réalités nouvelles en 1956 et le reste jusqu'à sa mort. Artiste d'une grande modestie, il meurt en 1980 de la même manière qu'il vécut : discrètement. Par une rétrospective-hommage, le comité directeur du Salon saluera en 1981, selon Lydia Harambourg, « un de ceux qui ont le plus fait pour la peinture abstraite ».

## Collections publiques
- Département des estampes et de la photographie de la Bibliothèque nationale de France, Paris.
- Musée des beaux-arts de Bordeaux :
  - Composition en bleu (146 x 97 cm).
- Musée Fabre, Montpellier.
- Musée des beaux-arts de Nantes, donation de la collection Gildas Fardel :
  - Lueurs L. 1, 1959 (110 x 65 cm)[9].
- Musée d'art moderne de la ville de Paris :
  - L'arche, huile sur toile 116x81cm[10].
- Fonds national d'art contemporain Puteaux, dont dépôt : Sous-préfecture d'Istres, Bouches-du-Rhône.
- Rehovot (Israël), Centre d'art contemporain.

## Collections privées
- Georges Coppel[11]

## Expositions
Informations fournies par le Catalogue Drouot :

### Personnelles
- Galerie Simone Heller, Paris, 1955
- Galerie René Breteau, Paris, 1958
- Galerie Drian, Londres, 1958
- Galerie Synthèse, Paris, 1962
- Galerie de Varenne, Paris, 1962
- Robert Fontené, Abbeville, musée Boucher-de-Perthes, 1971
- Galerie R. Prudhoe, Londres, 1974
- Kunsthandel Galerie de Boer, Amsterdam, 1976
- Galerie Darial, Paris, 1976
- Salon des réalités nouvelles, rétrospective-hommage posthume dans le cadre du salon, 1981
- Musée des beaux-arts de Morlaix, Rétrospective Robert Fontené, 1990

### Collectives
- Salon d'automne, Paris, 1931
- Salon de Mai, Paris, 1951
- Galerie Suzanne Michel, Paris, 1953 avec Marcelle Cahn, Michel leroy, Olive Tamari, Mary Webb, Lempereur-haut et Gilbert Besançon[13]
- Galerie Suzanne Michel, Paris, 1953, avec Nina-Negri, Gilbert Besançon, Marvin Israëls, Olive Tamari, Michel Leroy, Lempereur-Haut[14].
- Salon des réalités nouvelles, de 1946 à 1980
- Städtisches Museum, Leverkusen, 1958
- L'École de Paris, Museum Zeughaus, Mannheim, 1955 et 1959
- Triennale de Milan, 1957
- Les peintres de l'École de Paris, château de Lunéville, 1960
- Rencontre V, Musée Fabre, Montpellier, 1962
- Salon Comparaisons, Paris, 1963 et 1964
- Vingt peintres du vingtième siècle, Jouy-en-Josas, 1967
- Centre Saint-Jacques, Paris, 1969
- Centre universitaire, Orléans, 1970
- Biennale de Villeneuve-sur-Lot, 1971
- Maîtres du Nord et des Flandres, centre artistique Bondues-Marcq à Marcq-en-Barœul, 1972
- The non-objective world, Galerie Annely Juda, Londres, 1972
- Fontené (peintures) et Virduzzo (sculptures en plein-air, Musée Tavet-Delacour, Pontoise, octobre-novembre 1977[15]

## Réception critique
- « La peinture sereine, silencieuse et grave de Robert Fontené : président des Réalités nouvelles, cet artiste solitaire qu'on peut rattacher à l'abstraction lyrique signe pourtant des compositions apaisantes et secrètes fort éloignées des explosions propres à l'expressionnisme abstrait. » - Gérald Schurr[15]

## Récompenses
- Grand prix de peinture du Salon d'art contemporain de Montrouge de 1974
- Chevalier de l'ordre des Arts et des Lettres

## Hommage
La Monnaie de Paris a édité une médaille créée par Jean Signovert et dédiée à Robert Fontené.

### Radiophonie
- « Robert Fontené parle du Salon des réalités nouvelles qu'il préside », émission Arts d'aujourd'hui, France Culture, 15 octobre 1966.